# Chmod
chmod(change mode의 축약어)명령어는 유닉스와 유닉스 계통 환경 안에서 쓰이는 셸 명령어이다. 이 명령어는 접근 권한(퍼미션)을 설정하거나 변경한다. 즉, 파일이나 디렉터리의 파일 시스템 모드를 바꾼다. 이는 허가나 특별한 모드들을 포함한다.

## 역사
chmod 명령어는 AT&T 유닉스 버전 1에서 최초로 등장했고, 오늘날에도 여전히 유닉스 계통의 기계에서 사용된다.

## 사용법
chmod 명령어 옵션들은 다음과 같이 지정된다:
```
$ chmod [
options
] 
mode
[,
mode
] 
file1
 [
file2
 ...]
```

현재 어떤 허가들이 있는지 보기 위해서는 다음과 같이 입력한다:
```
$ ls -l 
file
```

## 옵션
chmod 명령어는 행동에 영향을 미치는, 수많은 명령어 옵션들을 가진다. 가장 일반적인 옵션들은 다음과 같다:
- -R: 재귀적으로 파일들과 디렉터리들의 모드들을 바꾼다.
- -v: 자세한 모드; 실행되고 있는 모든 파일을 나열한다.

## 문자열 모드
chmod 유틸리티에 대해서는, 모든 허가들과 특수한 모드들은 모드 매개변수에 의해서 표현된다. 파일들이나 디렉터리들의 모드를 조절하기 위한 하나의 방법은 기호적인 모드를 지정하는 것이다. 이 기호적인 모드는 세 가지 구성요소로 구성되며, 그것들은 단순한 문자열을 구성하기 위해서 결합된다:
```
$ chmod [
references
][
operator
][
modes
] 
file1
 ...
```

레퍼런스들 (혹은 클래스들)은 허가가 적용되는 사용자들을 구분하기 위해서 사용된다. 만약 어떠한 레퍼런스들도 그것이 "모든 것"에 대해 기본값으로 지정하지 않았다면, 그것들은 다음 아래에 있는 문자들 중 하나 혹은 몇 개로 표현된다:
| 레퍼런스 | 클래스      | 설명                                                 |
| -------- | ----------- | ---------------------------------------------------- |
| u        | 사용자      | 파일의 소유자                                        |
| g        | 그룹        | 그 파일의 그룹 멤버인 사용자                         |
| o        | 다른 사람들 | 그 파일의 소유자나 혹은 그 그룹의 멤버가 아닌 사용자 |
| a        | 모든 사람   | 위의 셋 모두, "ugo"와 같다                           |

chmod 프로그램은 파일의 모드들이 어떻게 조정될 수 있는지를 명시하기 위해서 연산자를 사용한다.
허용되는 연산자는 다음과 같다:
| 연산자 | 설명                                                                     |
| ------ | ------------------------------------------------------------------------ |
| +      | 지정된 모드들은 지정된 클래스들에 더한다                                 |
| -      | 지정된 클래스들로부터 지정된 모드들은 지운다                             |
| =      | 지정된 클래스들을 위해서 지정된 모드들이 정확한 모드들로 만들어지게 된다 |

그 모드들은 어떤 허가들이 인정될 것인지 혹은 지정된 클래스들로부터 삭제될 것인지를 지정한다. 기본적인 허가들과 일치하는 세가지 기본적인 모드들이 있다:
| 모드 | 이름                             | 설명 |
| ---- | -------------------------------- | --- |
| r    | 읽기 (read)                      | 파일을 읽거나 디렉터리 안 내용물의 리스트를 보여준다 |
| w    | 쓰기 (write)                     | 파일이나 디렉터리에 쓴다 |
| x    | 실행하기 (excute)                | 파일을 실행하거나 디렉터리 트리로 되돌아간다 |
| X    | 특별한 실행하기 (special excute) | 이는 그 자체를 허가라고 보기보다는 x 대신에 사용될 수 있는 것으로 보아야 한다. 이 명령어는 디렉터리들의 현재 허가 상태와 관계없이 실행 허가를 디렉터리들에 적용하거나, (사용자, 그룹이나 다른 사람들에게) 벌써 최소한 한번의 실행 허가가 설정된 적이 있는 파일에 실행 허가를 적용한다. 이 명령어는 '+'와 함께 사용되는 경우와 일반적인 파일들 (텍스트 파일들과 같이)에서는 실행 허가를 설정하지 않고 큰 디렉터리 트리에 그룹이나 다른 사람들이 접근할 수 있게 해주는 -R 옵션과 결합하여 사용될 경우, 이 두 경우에만 유용하다. 두 번째 경우는 "chmod -R a+rx"를 막 사용한 경우에 주로 발생하며, "chmod -R a+rx" 대신 'X'을 사용함으로써 같은 일을 할 수 있다. |
| s    | 셋유이드(setuid) / 기드(gid)     | 상세 설명은 특별한 모드들 섹션에 있다 |
| t    | 스티키(sticky)                   | 상세 설명은 특별한 모드들 섹션에 있다 |

이 세 가지 구성요소의 조합은 chmod 명령어에 의해 인식되는 문자열을 만든다. 쉼표로 다양한 기호적 모드들을 분리하므로 다양한 변화들을 지정할 수 있다.

### 문자열 모드들의 예제
예를 들어, 밑에 따라오는 명령어는 sample라는 이름의 파일 혹은 디렉터리의 사용자나 그룹 크래스들에게 쓰기나 읽기 허가들을 추가해 주는 데 사용된다:
```
$ 
chmod ug+rw sample

$ ls -ld sample
drw-rw----   2 unixguy  unixguy       96 Dec  8 12:53 sample
```

이 명령어는 모든 허가들을 지움으로써 어떠한 사람도 sample이라는 이름의 파일을 실행시키거나 읽거나 쓰게 허용하지 않는다.
```
$ 
chmod a-rwx sample

$ ls -l sample
----------   2 unixguy  unixguy       96 Dec  8 12:53 sample
```

아래의 명령어는 sample 파일에 대해서 사용자나 그룹의 읽기와 실행 기능만의 (쓰기 기능은 포함되지 않는다) 허가들을 변화시킨다.
```
Sample file permissions before command
$ ls -ld sample
drw-rw----   2 unixguy  unixguy       96 Dec  8 12:53 sample
$ 
chmod ug=rx sample

$ ls -ld sample
dr-xr-x---   2 unixguy  unixguy       96 Dec  8 12:53 sample
```

## 8진법 숫자
chmod 명령어는 모드들을 나타내는 세 자리 혹은 네 자리 8진수도 받아들인다.
|                 | 읽기 (r) | 쓰기 (w) | 실행 (x) |
| --------------- | -------- | -------- | -------- |
| 유저 (u)        | 4        | 2        | 1        |
| 그룹 (g)        | 4        | 2        | 1        |
| 다른 사람들 (o) | 4        | 2        | 1        |

예를 들어, sample이라는 이름의 파일이나 디렉터리가 있고, setuid, setgid 그리고 sticky 비트들을 설정하지 않는다 하자. 이 때, 유저에게 읽기와 쓰기 권한, 그룹에게 읽기와 쓰기 권한, 다른 사람들에게 읽기 권한만 주려고 한다. 그렇다면 위 표에서 허용하는 권한에 대응되는 수를 각 클래스마다 더한 뒤, 유저, 그룹, 다른 사람들의 순서로 다음과 같이 모드를 설정할 수 있다.
```
$ chmod 664 sample
```

또는 모든 대상에게 읽기 권한을 주고, 실행 권한을 제거하고, 유저와 그룹에게만 쓰기 권한을 주는 것으로도 볼 수 있으므로 다음과 같은 명령어를 입력해도 위 명령어와 같은 효과가 나타난다.
```
$ chmod +r,-x,ug+w sample
```

만약 허가에 대한 문제가 생겼더라도, 모든 사용자들에게 모든 권한을 허용하는 chmod 777를 사용하는 것은 권장되지 않는다.

## 특별한 모드들
chmod 명령어는 파일이나 디렉터리의 특별한 모드들이나 추가적인 허가들 역시 바꿀 수 있다. 그 기호적인 모드들은 setuid 나 setgid 모드들을 나타내기 위해서 s를 사용하고, sticky 모드를 나타내기 위해서 t를 사용한다. 이 모드들은 다른 클래스들이 지정되었지는 아닌지와 관계없이 적절한 클래스들에게만 적용될 수 있다. 대부분의 운영 시스템들은 8진법 모드들을 사용하여 특별한 모드들을 지정하는 것을 보조하고 있지만 어떤 운영체제들은 그렇지 않다. 이러한 시스템들에서는 오직 기호적인 모드들만 사용될 수 있다.

## 예제들
| 명령                                     | 설명 |
| ---------------------------------------- | --- |
| chmod +r file                            | 모두에게 읽기 권한을 추가한다. |
| chmod -x file                            | 모두에게 실행 권한을 제거한다. |
| chmod u=rw,go= file                      | 파일의 읽기 권한과 쓰기 권한만을 그 파일의 소유자에게 설정하고, 그룹이나 다른 사람들에게 설정된 모든 허가를 지운다.                                                      |
| chmod +rw file                           | 모두에게 읽기 권한과 쓰기 권한을 추가한다. |
| chmod -R u+w,go-w docs/                  | docs라는 디렉터리와 docs 내의 모든 파일 및 디렉토리에 대해, 유저에게 쓰기 권한을 추가하고, 그룹과 다른 사람들의 쓰기 권한을 제거한다.                                    |
| chmod 0 file                             | 모두에게 모든 권한을 제거한다. |
| chmod 666 file                           | 유저, 그룹, 다른 사람들에게 읽기 권한과 쓰기 권한만 허용한다. |
| chmod 0755 file                          | u=rwx (4+2+1)나 go=rx (4+1 & 4+1)와 같다. 0는 어떤 특별한 모드들도 지정하지 않는다.                                                                                      |
| chmod 4755 file                          | 4은 사용자 ID 설정을 지정하고 나머지는 u=rwx (4+2+1)나 go=rx (4+1 & 4+1)와 동일하다.                                                                                     |
| find path/ -type d -exec chmod a-x {} \; | path/부터 시작하는 트리 안에 있는 모든 디렉터리들 (파일들의 목록은 볼 수 없다)의 실행 허가를 제거한다(파일들을 일치시키기 위해서 오직‘-type f'을 사용한다).              |
| find path/ -type d -exec chmod a+x {} \; | 만약 삼바(Samba) 쓰기에 대한 허가들을 재설정한 경우에 모든 사용자들에 대해서 디렉터리 열람을(예를 들어 ls) 허용한다.                                                     |
| chmod -R u+rwX,g-rwx,o-rwx directory     | 소유자 디렉터리에 대한 rwx(읽기, 쓰기, 실행)을, 소유자 파일들에 대해서는 rw(읽기, 쓰기)를, 그룹이나 다른 이들에 대해서는 ---를 설정하기 위해서 디렉터리 트리를 설정한다. |
| chmod -R a-x+X directory                 | 디렉터리 트리 안에 있는 모든 파일들에 대한 실행 허가를 제거한다. 반면 디렉터리 열람은 허용한다.                                                                          |

## 같이 보기
- 파일 시스템 권한
- chown: 유닉스 계통 시스템에서 파일이나 디렉터리의 소유권을 바꾸기 위해서 사용되는 명령어
- chgrp: 유닉스 계통 시스템에서 파일이나 디렉터리의 그룹을 바꾸기 위해서 사용되는 명령어
- cacls: 윈도우 NT나 그것의 모방 제품들에서 사용되는 명령어로 파일이나 디렉터리와 관련된 권한 통제 리스트들을 조정한다.
- 사용자 ID
- 그룹 ID
- 유닉스 명령어 목록